# Masters of the Universe
Masters of the Universe var en succesrig legetøjsserie fra Mattel i 1980'erne. Serien bestod af flere end 86 actionfigurer produceret af Mattel, med He-Man i spidsen, diverse køretøjer, monstre, borge og grotter. Figurerne blev ledsaget af de ligeså populære tegnefilm, skabt af Filmation Studierne. Sidenhen er der også kommet tegneserier og film. Masters of the Universe foregår på planeten Eternia, hvor Skeletor prøver at erobre planeten, men bliver altid stoppet af seriens helt, He-Man.
Hovedpersonen He-Man er i virkeligheden kujonen prins Adam, men der er ikke særlig mange, der ved det. Når han bruger kraften fra sit sværd og slottet Grayskull, bliver han til den frygtløse He-man. Han har en tvillingesøster ved navn She-Ra. He-Man forsvarer desuden sammen med sine venner planeten Eternia og hemmelighederne på slottet Grayskull fra den onde Skeletor.

## Historielinjer
Masters - Udvikling af den oprindelige linje
Mattel havde tidligere ideer om He-Man figuren, men ville nu i første omgang fokucere på en Conan inspireret linje som de fik rettighederne til. Da de endelig så filmens voldsomme effekter, trak de sig ud af projektet igen, og gik tilbage til He-man ideen.
Mark Taylor er manden, der som 12-årig skabte figuren Torak, ”Hero of prehistory”, som senere skulle hjælpe med at udvikle både He-man og Skeletor. En anden fyr ved navn Roger Sweet arbejdede allerede for Mattel, og foreslog senere Mark Taylor på udviklingsholdet. Masters konceptet blev planlagt igennem 1979 og 1980, det var en blanding af Sværd & Trolddom/ Conan, Jens Lyn og Star Wars. Den næste udvikling af figuren gav nu He-Man de kendte skindstøvler på, og Taylor kaldte ham indtil videre Vikor.
Roger Sweet ændrede hurtigt navnet til Megaton Man, og indikerede i sine illustrationer, at karakteren kunne forvandle sig fra en svagere person, til en stærkere karakter, hvilket Mark Taylor var stærkt imod.I December 1980 endte de på ideen om at kalde helten He-man (en mand fra en superheltefamilie) og talte om at hans kvindelige sidestykke kunne hedde She, og at hans kæledyr kunne hedde Battle Cat. Figuren bærer nu ”seletøjs” brynje, skindstøvler, skindbukser og hjelm.
I løbet af 1981 var de 8 første karakterer klar til produktion, hvilket også bliver nogle af de mest centrale hele vejen igennem sagaen:
He-man, Skeletor, Man-at-Arms, Beast Man, Stratos, Mer-Man, Teela og Zodac!
Første playset var Castle Grayskull, som den dag i dag anses for at være et af de bedste playset der nogensinde er lavet. (Beastman kæmper bemærkelsesværdigt nok imod Skeletor udenpå Æskens illustration)
Første Køretøj var Battle Ram & Windraider, og i løbet af det første år solgtes der He-Man produkter for 400 millioner dollars!
I 1985 til 1986 var Mattels linje på toppen, også med nyligt tilførte superskurk Hordak, som skulle være Skeletors værste fjende og mentor. I slutningen af 86 og hele gik det ned ad bakke for MOTU, og der blev udviklet yderligere nye koncepter.
She-Ra linjen til pigerne, var i mellemtiden også blevet realiseret, ikke mindst takket være Filmations She-Ra tegnefilm. She-Ra er He-Mans tvillinge søster, og hendes værste fjende er Hordak og hans onde horder, som ellers havde været på hylderne i den almindelige He-man linje i et par år, på den måde kædede man nu de 2 linjer sammen.
Videreudviklingen af Eternias verden skulle have fokuceret på en karakter kaldet King Grayskull. Han skulle være en slags forfader til He-man, og kæmpe mod ondskab i Preternia, en forhistorisk udgave af Eternia. Hans største fjender skulle have været Slangemændene, som allerede var på banen i He-man serien. (Hans sidste kamp for Grayskull og død kan opleves i Tegnefilm serien fra 2002.) Der nåede rent faktisk at komme få ting på hylderne fra denne serie, kun i Italien og Frankrig, i 1987 udkom 3 ”Dinoriders” inspirerede ridedyr.. Bionatops, Turbodactyl, Tyrantisaurus Rex, alle med det nye under logo, og teksten ”The Powers of Grayskull” Ydermere udkom der 2 kæmpestore figurer Tytus & Megator, som er 33 cm høje.
De sidste figurer i 1987 blev et decideret rippoff af en japansk serie også inspireret af Transformers linjen, kaldet Meteorbs, som var små dyrelignende væsener, som kunne foldes sammen som en slags æg eller meteor. Mange havde svært ved at finde sammenhængen til de andre figurer, da de er så anderledes, og de regnes af mange som en form for uægte figurer i serien, eller man vil bare glemme at de nogensinde blev lanceret som masters figurer.
Alle udgaver af He-Man og Skeletor figuren havde hidtil haft samme basis udseende, men i 1988 nåede de 2 at udkomme en sidste gang, denne gang med nyt udformede ansiger og kroppe. LaserPower He-man & Laser light Skeletor, Hvor af He-Man mest af alt lignede mere Dolph Lundgreens udgave fra filmen i 1987, som i øvrigt også blev en nogenlunde succes, og sprøjtede nye versioner af figurer på hylderne. Filmen skulle forsøge at redde MOTU bølgen, og hype det op igen, men det gik ikke i længden.
Allerede i 1986 var der udarbejdet koncepter for en ny version af He-man baseret på en militær linje, lidt i stil med de originale G.I. Joes eller Action Man, hvor hovedkarakteren ville udkomme i mange former med masser forskelligt udstyr, men det blev aldrig gennemført. Den før nævnte sidste version af He-man og især Skeletor fra 1988, er stort set en prototype på det reboot af He-man der skulle følge i 1989.. Hvor Skeletor ligner mere en cyborg.
Den nye serie skulle kun komme til at hedde ”HE-Man - The new adventures of.."”, og historien går på at He-Man må tage ud i rummet og bekæmpe Skeletor og hans nye kumpaner i andre fjerne verdener. Stemningen er mere futuristisk og science fiction agtig end den gamle Sværd og trolddom stil. De nye figurer lignede på ingen måde den gamle serie, de var langt mindre muskuløse, og mere Action Force agtige, og Skeletors håndlangere var mere udpræget Mutanter.
Denne linje varede kun fra 1989 – 1992, og sjovt nok er en af de sidste udgivede figurer herfra, er reeboot af en klassisk figur fra den gamle linje, nemlig Thunderpunch He-man, denne gang det nye udseende He-Man, men med langt mere muskuløs kropsbygning, i stil med den originale.
Commemorative Series
I 2000-2001 blev en hel del af de klassiske figurer genudgivet, stort set som de udkom dengang, genoptryk af illustrationer på æsker og det hele. De er udformet efter gamle figurer, da de originale støbeformer ikke længere eksisterer, så de er måske 95 % ligesom de gamle.
Masters of the Universe - Modern Series
I 2002 – 2004 udkom en helt ny linje, baseret på den klassiske serie, herunder også ledsaget af en ny udgave tegnefilm, i lidt mere japansk præget stil. Figurerne var nu udformet af ”The Four Horsemen”, som er kendt for sine detaljerede action figurer. De er mere ranglede, og har et opdateret mere tidssvarende udseende. Der dukkede også en ny udgave af Castle Grayskull op, med interaktive features og andet godt.
Masters of the Universe - Classics
I 2008 vendte man tilbage til Det gode gamle klassiske udseende, bare i tidssvarende mere detaljerede udgaver. Nu med flere bevægelige led, og meget mere i Filmation seriens stil. Vi har endelig fået Filmation karakterer, som der er ventet på i over godt 30 år, og de er yderst detaljerede. Der udgives stadig figurer i denne serie, og de er dyre, men efterspørgslen er stor især i USA. Der forventes en ny version af Castle Grayskull December 2013, som ser utrolig flot ud, ikke alene er det større end det gamle, der er også mange flere detaljer og features med respekt for den klassiske udgivelse.
Der er muligvis også en ny udgave af Snake Mountain på vej, som vil være en blanding af det originale og Filmations udgave!
Andre facts
Mange tror at Filmation seriens mange afsnit følger samme historie som selve figur linjen, det er kun i en vis grad rigtigt. Filmation har udvidet handlingen og flere klassiske karakterer ser andeledes ud end figurerne, og har helt andre baggrundshistorier eller personligheder. Et godt eksempel er f.eks. Skeletors Snake Mountain eller et centralt køretøj som Attak Trak, som absolut ingen sammenligning har med det udgivede Playset eller køretøj.
Donald F. Glut. Tegnede de første 4 mini comics, ud fra prototype fotos han fik tilsendt, og derud fra opfandt han Planeten Eternia, hvor ”the great wars” fandt sted. He-Man var en ensom barbar, som forlod sin stamme af modige krigere i et fjernt land, for at forsvare slottet Grayskull fra onde kræfter. Han møder undervejs troldkvinden, som underligt nok ligner karakteren Teela til forveksling, dog farvelagt i grønne farver. Dette har sidenhen givet en del spekulationer og forvirret folk, indtil Filmation tegnefilmseriens begyndelse i 1983- 1985. Gluts kone hed Gray, og da det originale navn for det første playset var Dwell of souls fra Taylors gamle illustrationer, valgte Glut nu lidt for sjov, at kalde slottet Castle Grayskull.

## Gode krigere
- He-Man
- Man-at-Arms
- Teela
- Stratos
- Orko
- Zodac
- Prince Adam
- Rio Blast
- Snout Spout
- Sorceress
- Buzz-Off
- Ram Man
- Fisto
- Man-E-Faces
- Roboto
- Sy-Klone
- Extendar
- Rokkon
- Stonedar
- [Clamp Champ
- Gwildor
- Moss Man

## Onde krigere
- Skeletor
- Beastman
- Trap-Jaw
- Tri-Klops
- Evil-Lyn
- Faker
- Stinkor
- TwoBad
- Whiplash
- Spikor
- Webstor
- Kobra Khan
- Clawfu
- Jitsu
- Ninjor
- Saurod
- Blast Attack
- Blade

## De onde Horder
- Hordak
- Grizzlor
- Mantenna
- Leech
- Modulok
- Horde Trooper
- Dragstor
- Multi-Bot
- Mosquitor

## Slangefolket
- King Hsss
- Rattlor
- Tung Lashor
- Snake Face
- Sssqueeze